# 時間

人類にとって、もともとは太陽や月の動きが時間そのものであった。原始共同体でも、古代ギリシアでも、時間は繰り返されるもの、円環するもの、として語られた。

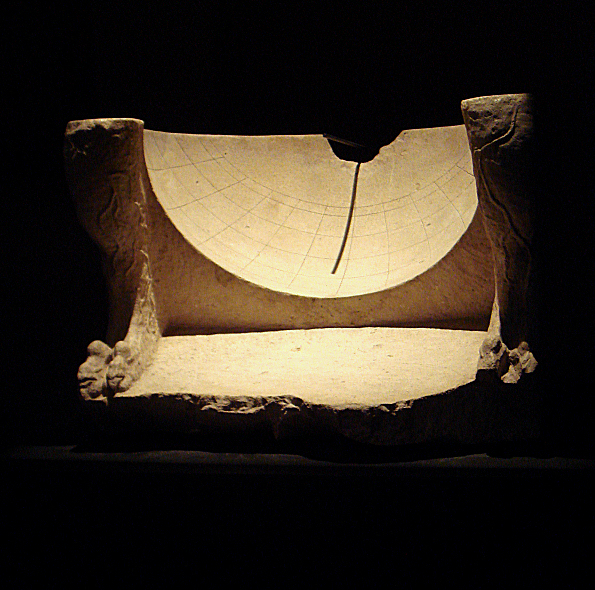
アイ・ハヌム（紀元前4世紀～紀元前1世紀の古代都市）で使われていた日時計。人々は日時計の時間で生きていた。

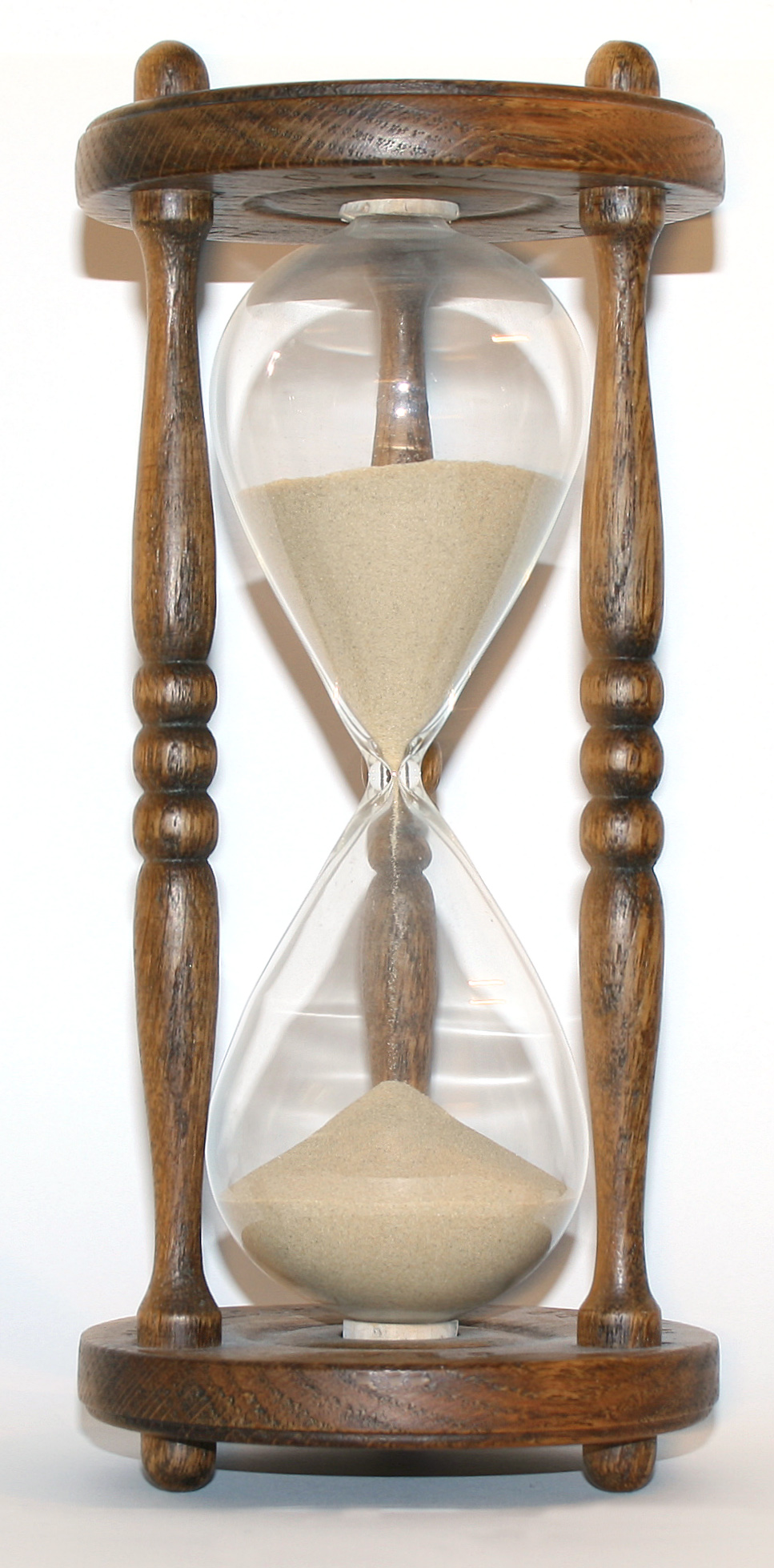
砂時計で砂の流れを利用して時間を計ることも行われるようになった。

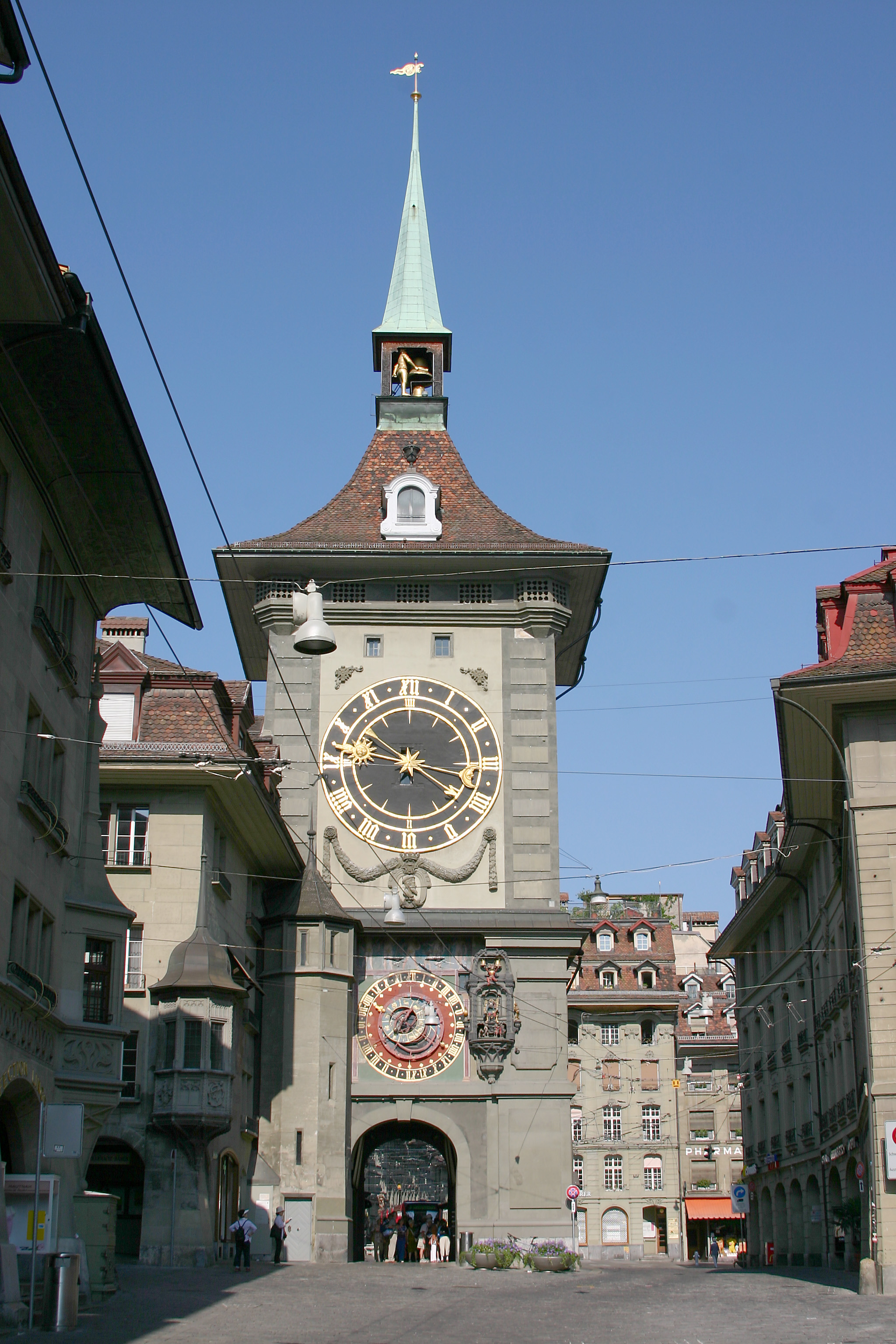
スイス、ベルンのツィットグロッゲ。ツィットグロッゲには15世紀に天文時計が設置された。

時間（じかん、英: time）とは、出来事や変化を認識するための基礎的な概念である。芸術、哲学、自然科学、心理学などで重要なテーマとして扱われることもあり、分野ごとに定義が異なる。

## 「時間」という言葉・概念の基本的な意味
「時間」という言葉は、以下のような意味で使われている。広辞苑で挙げられている順に解説すると次のようになる。
1. 時の流れの2点間の長さ[2]。時の長さ[2]
2. （あくまで俗用。下で解説）時刻を指す用法
3. 空間と共に、認識のまたは物体界の成立のための最も基本的で基礎的な形式をなすものであり[3][4][5]、いっさいの出来事がそこで生起する枠のように考えられているもの[6]。

1.の意味の時間、すなわち時の長さというのは「この仕事は時間がかかる」とか「待ち合わせ時刻まで喫茶店で時間をつぶす」とかのように用いられている概念である。長さの意味での時間を数で示す表現を日本語および英語で挙げてみると例えば「5時間 (five hours)」「2日（2日間、two days）」「4か月 (four months)」などがある。
2.の用法、時間という言葉を時刻という意味で用いてしまう用法は、広辞苑や日本語大辞典の解説によるとあくまで俗語である。岩波『国語辞典』でも日常語としている。つまり「時間」を時刻の意味で使ってしまう用法は正しい用法ではない。なお時刻は、ある一瞬を指す概念である。例えば「本日14時20分」などである。時刻については別記事「時刻」が立てられているのでそちらで詳説する。
3.の意味の時間、すなわち哲学的概念としての時間は、まず第一に人間の認識の成立のための最も基本的で基礎的な形式という位置づけである。カントなどの指摘に基き現在まで用いられ日々用いられるようになっている意味である。広辞苑では3.の「時間」は、1.と2.の両方を併せたような概念、とも解説されている。
当記事では3.や1.を中心として解説する。2.については基本は別記事「時刻」で扱うが、（広辞苑でも解説されているように）3.の意味の時間は1.と2.を併せたような概念なので、2.の意味についても適宜言及する。
3.について
時間というのはあまりに基礎的で、あまりにとらえがたく、人は比喩を用いて川の流れなどに喩えている。人間というのはとらえどころのない対象については比喩を用いて表現し、それを理解のきっかけとして用いようとする。ただし、比喩というのは、異なるものどうしを結びつけて用いるものなのであり、つまり、本当は「時間」は「流れ」ではない。時間は本当は"流れ"ではないからこそ、比喩として成立している。時間を「流れ」に譬える比喩としてはたとえば、「過去から未来に絶えず移り流れる」とか「過去・現在・未来と連続して流れ移ってゆく」とか「過去・現在・未来と連続して永久に流れてゆくもの」とか、「過去から未来へと限りなく流れすぎて」とかがある。時間を「流れ」として比喩的にとらえることに関しては、「過去から未来へと流れている」とする時間観と、「未来から過去へ流れている」とする時間観がある。
時間というのは人間にとっては比喩で表現して理解のとりかかりにしようとするくらいがせいぜいであり、正攻法で知的に考察しようとすればするほど困難に突き当たり理解しがたいものなので、時間について考察したアウグスティヌスは「私はそれについて尋ねられない時、時間が何かを知っている。尋ねられる時、知らない」と述べた。
また、時間の経過に関し、ドナルド・ウィリアムズは、ある瞬間から次の瞬間に流れる感じ、に言及し、ピーター・ヴァン・インワーゲンは、時間的な動きの感覚に言及している。

## 長さとしての時間

### 現代の時間の単位
時間の長さを表すのに用いられる計量単位）としては、国際単位系 (SI) においては、唯一、秒 (second) だけがSI単位となっている。
ただし日常的には秒以外に、多くの国や地域において、分 (minute)、時 (hour)、日 (day)、月 (month)、年 (year) が用いられており、しばしば週 (week) も用いられる。また、十年紀 (decade)、世紀 (century)、千年紀 (millennium) なども使われる場合がある。
上記のうち、分 (minute)、時 (hour)、日 (day) の3つは、SI併用単位である。

### 時間を表すもの
人はもともと何かの変化を《時間そのもの》として感じていた、何かの変化と時間をはっきりと区別していなかった、ということは学者によって指摘されることがある（下の「古ゲルマン」などでも述べる）。
《年》は神話的・宗教的概念とも深く結び付いていることが指摘されるが（後述）、一方で人類の農耕活動の定着や知的活動の高まりと関連付けられて説明されることのあるものであり、古今東西の文明で広く用いられている。
《週》は7日をひとまとめと見なす概念・制度（7曜制）であるが、近・現代になるまで万国共通とは言えない状態であった。例えば日本では、平安期に伝わりはしたものの実際上は用いられておらず、生活周期としても日々の意識としても無きにひとしかった。日本人は10日ごとなどに何かを行っていた。明治政府が国策として西洋各国に倣い法律で定めたことで日本に広まった。何日かをひとまとまりとして見なす文化・制度としては、例えば5曜制、6曜制もあり、10日、90日などをひとまとまりと見なす文化もある。7日をひとまとまりと見なす文化は、（確かなことは判らない面もあるが）バビロニアが起源だとも言われている。そしてユダヤ人がバビロニアに捕虜として連行された時に（バビロン捕囚）その地でその習慣を取り入れ、ユダヤ教文化からキリスト教文化へと継承され、同文化が広まった結果7曜制も世界に広まったと言われている。キリスト教と一体化していた王権と敵対・打倒し成立した革命政府（たとえばフランス革命政府、ロシア革命政府など）では7曜制を廃止して10日や5日を週とする制度を定めた時期もあったという。
機械式時計が制作されるようになると、天体とは切り離された人工的な時間概念が意識されるようになった。時計は、より短い周期で振動するものを採用することで精度を上げる技術革新が続き、遂には原子の発する電磁波の周波数によって精密に時間を計測できるようになった。これが原子時計である。
現代の国際単位系では、1967年以降、時間の基本単位として秒を原子時計によって定義している。すなわち、「秒（記号は s）は、時間のSI単位であり、セシウム周波数 ∆νCs、すなわち、セシウム133原子の摂動を受けない基底状態の超微細構造遷移周波数を単位 Hz（s−1 に等しい）で表したときに、その数値を9192631770 と定めることによって定義される」とされている。国際単位系におけるこの秒の定義は、世界的に統一されたものとして、社会生活や産業活動において最もよく使用されている。

## 時刻
時刻とは、ある特定の一瞬のことである。別の言い方をするなら、時の流れの中の一点（時点）ということである。
時刻の表し方は、歴史的に見て様々な方法がある。古くは日の動きで決めた。日の出という時刻があり、日没という時刻がある。また日が南中する時刻が正午 (noon) とされた。
なお、一日のいつを一日の始まりの時刻と見なすかは文化圏によって異なっている。アラブ人やユダヤ人は日の入を一日の始まりとしている。またギリシアにある正教会などでも、他の地域の正教会でも、日没の瞬間が一日の始まりだとされている。今日でもそうだとされている。一日は夜の闇の中で始まり、やがて夜明けを迎え、昼を迎え、最後に一日の終わりである夕暮れを迎える。同教会の修道士たちは現代でもそうした時刻観にもとづいた時間割で日々の生活を規則正しく送っている。
一方で、日の出の瞬間を一日の始まりだと見なしている文化も多い。バビロニア人やエジプト人は日の出を一日の始まりの時刻だとしていた。

## 古代宗教における時間
ここから先は時代に沿って、様々な時間観を見てゆく。
古代宗教における時間については、ミルチア・エリアーデが透徹した解釈を行った。聖なる時間によって俗なる時間は隔てられ、中断される。聖なる時間をその前後の俗なる時間から区別するのは、ヒエロファニー（hierophany、聖なるものの顕現）である。周期的に営まれる祭儀は、本来、俗なる時間を中断して神が顕現する聖なる時間なのだという。
- 聖なる時間は可逆的で、反復可能である[14]。

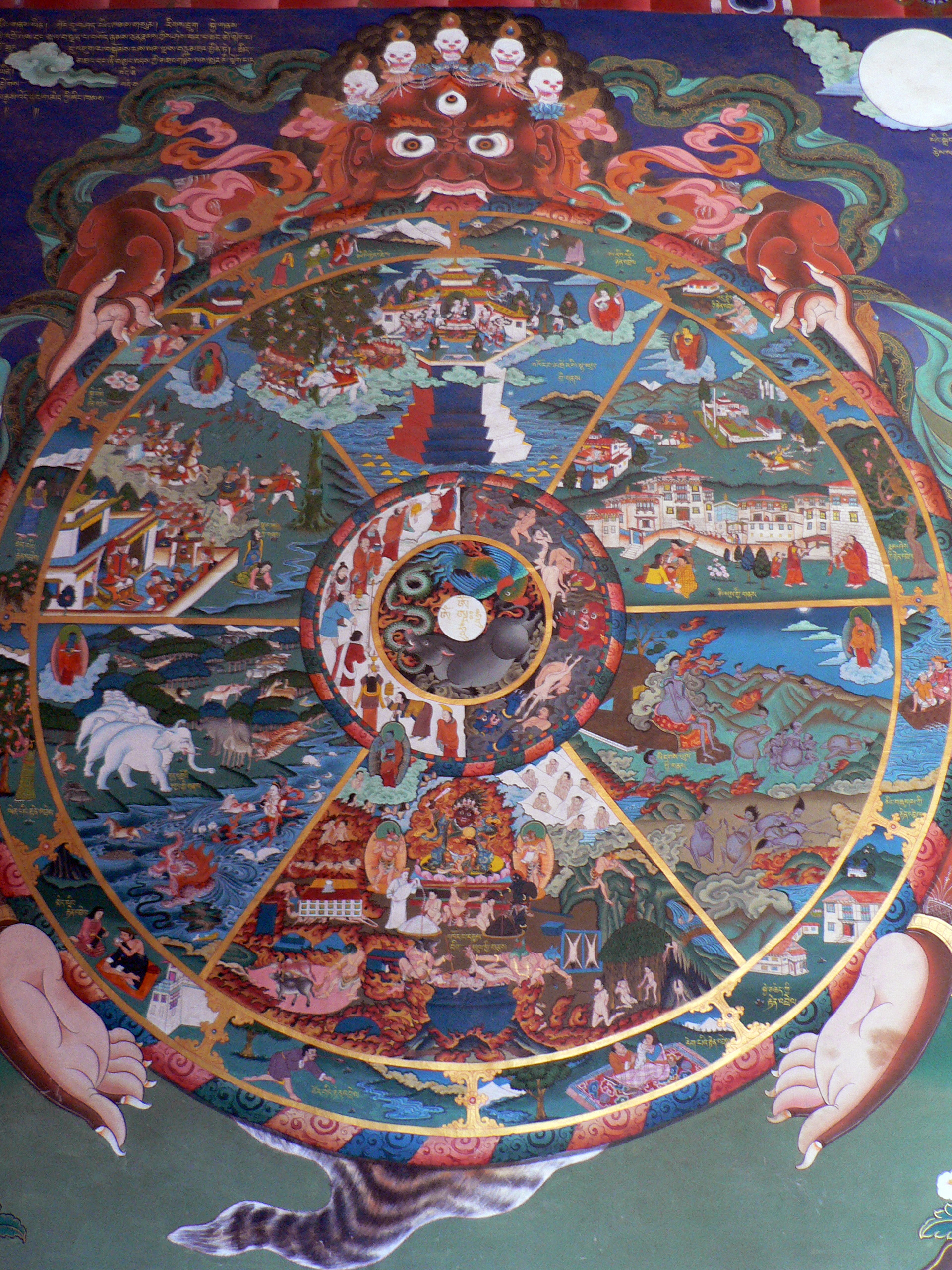
バラモン教そしてヒンドゥー教では全てのものは輪廻しているという。写真はチベット仏教の仏画に描かれた六道輪廻の環。

- 人は、通俗的な時間を中断する力をもった祭儀を周期的に営むことで、聖なる時間へ立ち帰り、神々と同一化する。これは真実在への渇望にもとづく[14]。
- 神々による世界創造の時間が、あらゆる時間の原型とされた。聖なる時間は、世界が創造された根源的時間を象徴する。宇宙の原初において聖なるものが顕現した根源的時間を周期的に再現する、ということが宗教暦の基盤である[14]。祝祭はたんなる記念日ではなく、神話的出来事を再現している[14]。
- 周期的祝祭のうち、重要なのは新年である。多くの民族の言語で、「世界」をあらわす言葉が同時に「年」をも意味することが指摘されている[14]。これは、世界が新年ごとに再生し更新されている、という観念である。したがって新年は世界創造の再現であり、新年ごとに原初の生命力を更新して再生する[14]。
- ここにあるのは円環的な構造をもち、無限に反復する時間である。こうした円環的時間への信仰は、時間の周期的な全面的再生への願望を生み出している。世界と人は周期的に創造－存続－終末的破滅－創造…を繰り返す（Great Year「大年」）[14]。時間は宇宙の創造から破滅にいたる一周期を終えると、さらに他の周期を始め、完全に再生する[14]。ここには永遠に対する希求があるという[14]。

## 仏教
仏教の時間理解は基本的に現在指向である。それは前世も来世も説かなかったブッダの現世指向に起因するものらしい。転生説を容れるとしても、それは円環時間観の存在を示すことにならない。転生が、計測される同一の時間軸の上に起こるものとされていないからである。物事はすべて移ろい行くものであり、不変な存在などない（諸行無常）というのが仏教の根本的な認識である。アビダルマではこれを「すべての存在は極分化された一瞬にのみ存在し、瞬間毎に消滅する」（刹那滅）という思想として展開した。従って、計測される時間の外にある。龍樹に代表される空観における時間もまた、計測時間の外で現在意識を軸に考察されている。

## ギリシャ神話
ギリシャ神話には時にまつわる神が2柱ある。カイロス (Καιρός, Kairos) は一瞬を表す神であり、もう一柱のクロノス (Χρόνος, Khronos) は連続した時を表す神である。

## 古代ギリシア
ある哲学者らは、時間を円のように回り続けるイメージで捉えた。時間を円と考えると時間に始まりや終わりがあるかないかという面倒な問題が避けられる利点がある。似た考えは、マヤや古代インド文明などにも存在した。

## 古代ローマ

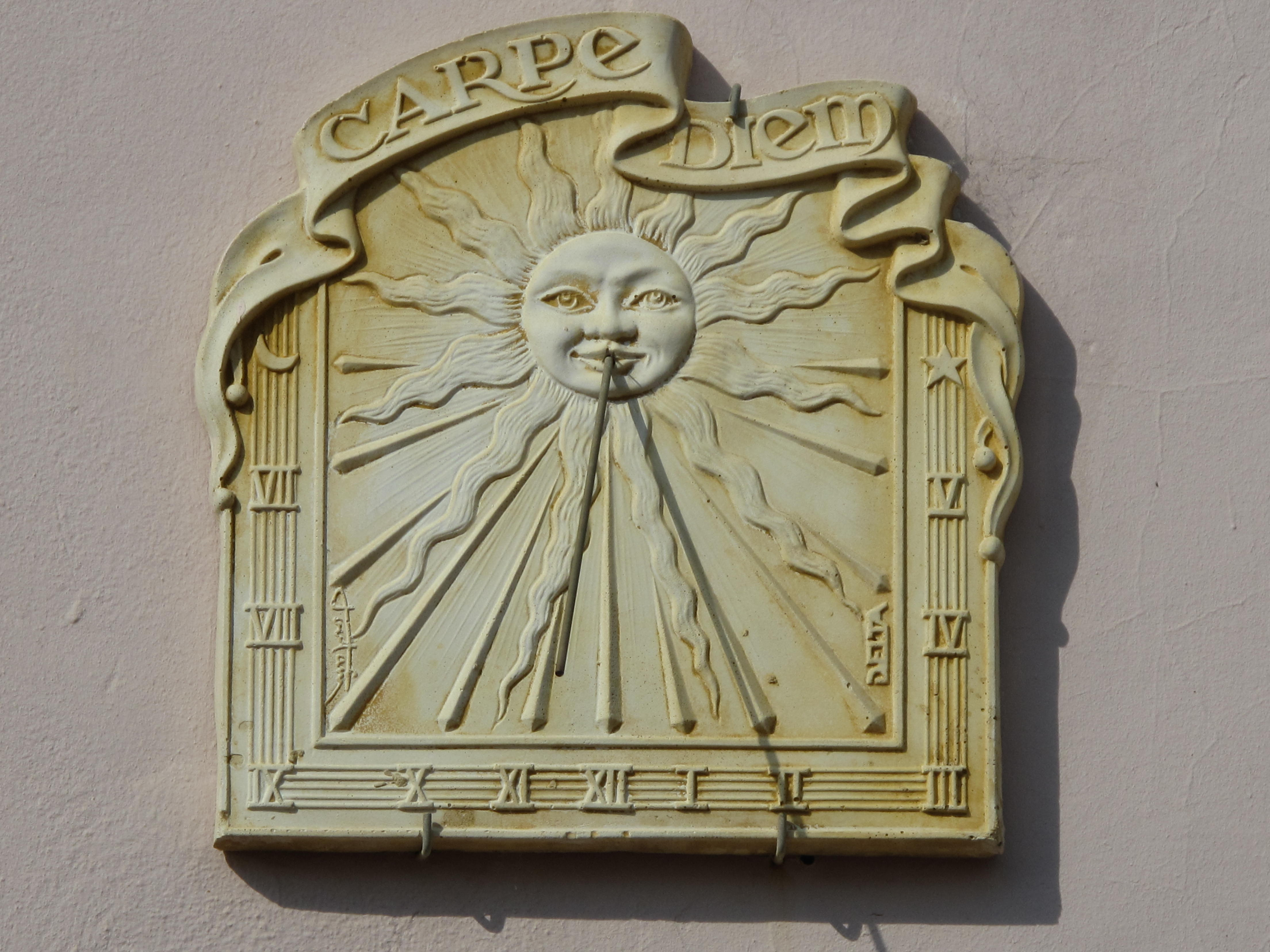
「カルペ・ディエム」の句が上部に掲げられた日時計

古代ローマのホラティウス（紀元前65年 - 紀元前8年）が詩に残したCarpe diem、カルペ・ディエムという句は、直訳では「その日を摘め」、つまり「今日という一日を大切にしなさい」「今という時をよく味わいなさい」という意味である。人々がつい忘れがちなことを思い出させてくれる深みのある句として、現在に至るまで繰り返し引用されている。

## ユダヤ教・キリスト教
ユダヤ教には円環的な時間観も見られ、その影響がキリスト教にも見られはするが、キリスト教にはそれを超えた反復不可能の一回的な時間観がある。
キリスト教の時間観にとって決定的なことは、神の子の受肉としてのイエス・キリストのこの世への到来、その死と復活という、歴史のただなかへの一度かぎりなされたとされる神の啓示である。これは反復されない、一回的で決定的な出来事とされ、それを唯一の根源としてキリスト教の救済史観が成り立っている。
キリスト教では、神の創造もただ一度で完了した過去の業にすぎないものではなく、それと同時に伝統的に「不断の創造」として現在の事実とされ、R.K.ブルトマンやC.H.ドッドなどは終末についても現在性があると指摘している。
キリストの出来事が歴史の中心とされ、それを通して創造や堕罪、終末や再臨が理解される時、これらのことは不可逆的な直線的時間の上に配置され、また現在の事実として主体的に反復される。

## アウグスティヌス
時間をめぐる考察が厄介である事を示すためにしばしば引用されるアウグスティヌスの有名な言葉に、「私はそれについて尋ねられない時、時間が何かを知っている。尋ねられる時、知らない」というものがある。
アウグスティヌス（354年 - 430年）は時間を内面化して考えた。時間は心と無関係に外部で流れているようなものではない。過去、現在、未来と時間を3つに分けて考えるのが世の常だが、過去とは《すでにないもの》であり、未来とは《いまだないもの》である。ならば在ると言えるのは現在だけなのか。過去や未来が在るとすれば、それは《過去についての現在》と《未来についての現在》が在る。過去についての現在とは《記憶》であり、未来についての現在とは《期待》、そして現在についての現在は《直観》だとアウグスティヌスは述べる。時間とは、このような心の働きである。「神は世界創造以前には何をしていたのか？」と問う人がいるが、アウグスティヌスによれば、こうした問いは無意味である。なぜなら、時間そのものが神によって造られたものだから、創造以前には時間はなかった。神は永遠であり、過ぎ去るものは何もなく、全体が現在にある。

## 古ゲルマン
10世紀以前の古ゲルマン世界での公的生活は、まだ直線時間意識には規定されておらず、円環的な時間意識が支配的であった。ゲルマン人が「timi」（時）と言うと、正確な計測という考え方はみられず、あくまで季節などかなり長い時の経過を意味した。ar（年）というのも、毎年繰り返される収穫の意味であった。まず現実の農耕生活における、具体的な、人間と自然の規則正しい関係があり、それが人間の意識や行動を規定していたのであり、《繰り返し》が時間のあたりまえの姿だった。ゲルマン人の円環的時間意識のもとの死生観では、人間は死後冥界に入るが、この冥界というのはこの世と並行して存在しており、この世と交流可能な世界であり、死者は現世とつながりつつ冥界で生きる、とされた。

## 11世紀以降のゲルマン世界

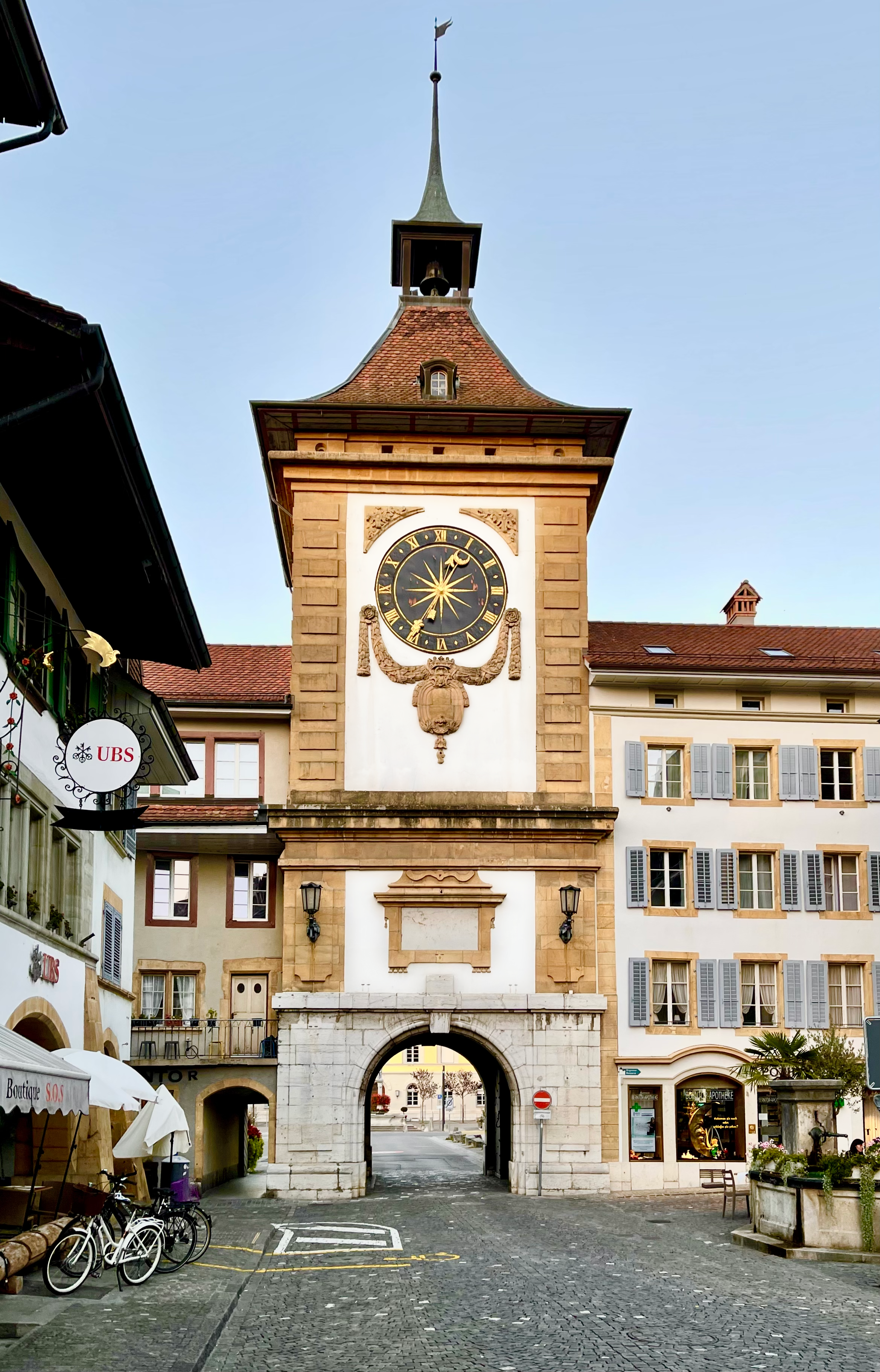
ミュルテンの時計塔, スイス

11～12世紀以降にキリスト教が公的生活にまで影響を及ぼすようになったが、これは古ゲルマンの意識とは異質なものであり時間意識や死生観は変化してゆくことになった。キリスト教の時間意識は、神を目指すひとつの方向に進む直線的な時間観であったので、《繰り返す時間》の観念は否定されてゆくことになり、終末に向かって進んでゆく時間の変化が意識され、人間は死ねば、煉獄、そして天国か地獄へ行き、最後の審判を待つしかない、とされることになった。古ゲルマンと、この世とあの世の時間的関係が全く異なる。人々は死ぬと現生とのきずながたたれる、ということにされた。教会の教えにより、人はただ1度だけ生き、一度だけ死ぬ、ということになった。
またこの時代、キリスト教のほかにも、商人たちが人々の時間意識に影響を及ぼしはじめる。商人たちは日数と費用の計算をするために、計測するものとして時間の観念を使いはじめた。「市民共有の大時計は、自由都市を牛耳る商人たちの、経済的・社会的・政治的支配の道具」となった、とジャック・ル・ゴフは言う。

## 自然哲学および自然科学での時間

### ニュートン力学での時間
アイザック・ニュートンは、自然哲学にユークリッド幾何学（および他の数学）を大幅に導入した体系を構築、それを『自然哲学の数学的諸原理』（Philosophiæ Naturalis Principia Mathematica, 1687年刊）で発表した。当時知られている幾何学はユークリッド幾何学だけで、ニュートンが用いた幾何学もそれであったので、空間は均一で平坦なユークリッド空間だと暗黙裡に仮定されている。
ニュートンは同著において、時間は過去から未来へとどの場所でも常に等しく進むもので、空間と共に、現象が起きる固定された舞台のように想定し、この固定された舞台を「絶対空間」及び「絶対時間」とも呼んだ（空間#ニュートン力学での空間も参照）。
ニュートン力学では、ガリレイ変換に対して空間座標と時間座標は独立であるため、時間座標（時刻）は空間座標（位置）のパラメータ（parameter, 媒介変数）として扱われる。従って、ニュートン力学の範囲では、時間は空間の一成分としては認識されず、3次元空間上で議論がなされる。

### 相対性理論での時間
ニュートン力学においては時間は全宇宙で同一とされたが、アルベルト・アインシュタインが発表した相対性理論によって、そうではないことが認識されるようになった。
特殊相対性理論によれば光の速度はどの慣性系に対しても一定である。これを「光速度不変の原理」と呼ぶ。光速度不変の原理から異なる慣性系の間の時空座標の変換式が求められ、それはローレンツ変換となる。このとき、ある慣性系から見て空間上の異なる地点で同時に起きた事象は、異なる慣性系から見ると同時に起きてはいない。これを「同時性の崩れ」という。結果として、観測者に対して相対運動する時計は進み方が遅れて見える。
相対性理論ではローレンツ変換により時間座標と空間座標とが混合するので、両者を完全に独立のパラメータとして扱うことはできない。この事情から、この4次元空間を時間と空間が一体化した時空 (spacetime) だとする考えが生まれ、さらにこの考えが、重力は4次元時空の曲がりに相当するとする一般相対性理論の発想につながった。この考え方によれば、時間は「経過」ではなく空間と質的に等しい「拡がり」を表すものとみなされる。
一般相対性理論では、重力と加速度は等価とされ（等価原理）、これらは空間と共に時間をも歪める。「一般に重力ポテンシャルの低い位置での時間の進み方は、高い位置よりも遅れる」とされる。例えば「惑星や恒星の表面では宇宙空間よりも時間の進み方が遅い」とされる。非常に重力の強いブラックホールや中性子星ではこの効果が顕著であるとされる。

### 相対性理論後
物体の運動については、よほど光速に近い速度でない限り、相対論からの近似により、ニュートン力学の枠組みで十分な精度で計算できることが保証されているので、相対性理論が登場した後でも、大半の場合は基本的にニュートン力学の枠組みのままで時間概念を取り扱うことは多い。
現代の物理学の体系において、時間は物理量のひとつとして扱われている。
特筆すべきことのひとつに、「プランク時間」の概念の登場がある。物理学において、いくつかの物理定数を用いて、「長さ（時間）」「エネルギー」「温度」などの単位を構成しようという考え方があり、このような単位の組（単位系）を自然単位系と呼ぶ。プランク時間は自然単位系のひとつであるプランク単位系の時間の単位である。プランク時間は、物理的に興味のある最も短い時間であり、しばしば「時間の最小単位」であると云われる。このことはしかし、物理学における時間の概念が離散的なものであることを意味しない。

### 量子力学での時間
量子力学の世界では、時間の概念が一般的なそれとは異なっており、時間が逆方向にも流れているとされている。

## ニュートン以降の哲学における時間
ニュートン力学の登場以降も、その理論の成功や、それが人々の時間概念に与えた影響を意識しつつ、哲学的な考察は続けられていた。
- 人間が実際に体験し、感じている時間はどのようなものか？（人が実際に体験している時間は、空間化（視覚化）された時間や、ニュートン力学の変数のような時間ではない、という指摘）
- そもそも、過去や未来というのは実在するのか？
- 変化するものが何一つない場合でも、時間はあるのか？

### カント
イマヌエル・カント（1724年 — 1804年）は、ニュートンの後の時代の人で、ニュートンの体系も学び大学で講義した人物である。彼は時間、空間の直観形式でもって、人間は様々な現象を認識すると考えた。カントにおいて経験的な認識は、現象からの刺激をまず外官（外的なものからの刺激を受け取る感覚器官）によって空間的に、内官（内的なものの感じをうけとる感覚器官）によって時間的に受け取り、それに純粋悟性概念を適用することによって成立する。空間は外官によって直観され、時間は内官によって直観される。この場合、時間は空間のメタファーとして捉える見方もあるが、それは『純粋理性批判』解釈の大変難しい課題である。時間、空間の一体どちらが根源的な認識様式であるかという問いに関しては、どちらかといえば時間であるという見解も純粋理性批判には見出される。西洋の伝統では、事象は空間的、視覚的に捉えられる事が多い。

### ベルクソンの説明
アンリ・ベルクソンは、時間の理解は《空間化された時間》に過ぎない、と批判した。たとえば、時計は空間化された時間の一例である。時計は時間ではない。座標の横軸や線分も時間ではない。そして、人間が経験している時間というのは《空間化された時間》ではない、と指摘した。ベルクソンは時間を「純粋持続」であるとした。

### バシュラールの説明
ガストン・バシュラールもやはり、ニュートン的な時間の理解には異議を申し立てた。ただし、ベルクソンが時間を純粋持続として捉えたのに対し、バシュラールは《瞬間の連続》だとした。我々が感じる時間現象は常に《現在》、言い換えれば瞬間でしかないからである。記憶にある瞬間瞬間と現在瞬間が比較される時、時間概念が誕生するわけである。またそこから、「瞬間瞬間をより高く深く生きる事が、よりよく時間を過ごす事となる」とするバシュラールの思想が開花する事になる。

### 大森荘蔵の説明
大森荘蔵は、人が過去を思い出すとき「過去の写し」を再現しているのだと考えがちなことに注目する。大森はそのような《写しとしての過去》という理解は錯覚であるという。
そのような過去のモデルでは、まず写される対象としての正しい過去が存在し、それを写した劣化コピーとしての過去が記憶の中に存在するということになる。しかし、過去は「想起という様式」で振り返られる中にのみ存在する、と大森は述べる。思い出されるのは写しとしての過去ではなく、過去そのものである。
過去の記憶が正しかったかどうか考えるとき、想起という様式から離れて記憶の正誤を判定する過去は存在しない。想起同士の比較ができるのみである。
世界五分前仮説などは過去が想起の外に存在するという前提のもとに生まれた、意味のない問題であるという。

## 時間の向き

### 自然科学における「時間の矢」
例えば、コーヒーとミルクが混ざることはあっても、混ざったものが自然と分離することは無い。このようにある方向に変化することはあっても、逆方向に変化することが無いものを不可逆現象という。
不可逆現象の事例は、ビデオ映像や映画フィルムの逆回しで説明されることが多い。例えば、“桶の底に入れた一升の米と一升の小豆の混合” を写した映画フィルムの例や、“瀬戸物店に闖入した雄牛” を写したフィルムの例や、“アルコールと水を混ぜて両者が一様に混ざっていく過程” のビデオ録画の例、がある。このように、自然界において不可逆な現象は、可逆な現象よりもむしろありふれたものであり、「覆水盆に返らず」などの諺も残されている。しかしながら、ビデオの逆回しという考えからは、人間は時間の方向を一方向しか認識出来ていないだけではないかという解釈も出来る。例として、ビデオの中の登場人物を考えてみよう。時間とは変化を認識する事で初めて知覚する現象であり、ビデオの中の登場人物は何回巻き戻しを実行しても結局は同じ行動を繰り返すため、巻き戻しという逆方向の変化を認識出来ない。つまり、ビデオの中の世界の人物は時間の逆行に気づく事が出来てはいないが、実際には時間の逆行は何回も起きているのであり、ビデオとは異なる世界から観測しないと、それを認識する事が出来ない。これを、ビデオテープのパラドックスと言う。
イギリスの天体物理学者アーサー・エディントン (Arthur Stanley Eddington) はこの不可逆な現象を時間的非対称性だと考え、1927年に「時間の矢」と表現した。
この“時間の矢”を表す物理法則として、エントロピー増大則 (law of increasing entropy) について言及されることがある。エントロピー増大則は、「孤立系内のエントロピーは時間と共に増大するか変化しない」と言い表される。このことは熱力学第二法則、すなわち「ある物体より熱を取り、それをすべて仕事に変えて、それ以外に何の変化も残さないようにすることは不可能である」というトムソンの原理 (Thomson's principle, —statement) や「低温の物体から熱を取り、それをすべて高温の物体に写し、それ以外に何の変化も残さないようにすることは不可能である」というクラウジウスの原理 (Clausius' principle, —statement) などから導かれる。ウィリアム・トムソン（ケルヴィン卿）やルドルフ・クラウジウスの主張は互いに等価であることが示されており、これらをまとめたものが熱力学第二法則である。熱力学第二法則は熱力学における基本原理であり、熱現象の観察事実を法則化したものである。熱力学第二法則は時間の矢の現れの一つというだけでなく、非常に多くの時間の矢を説明（ないしは置換）できる。例えば、アルコールと水を混ぜて両者が一様に混ざっていく過程は「水とアルコールが分離した状態よりも、混ざった状態の方がエントロピーが高い（自由エネルギーが低い）ため起こる」と説明できる。そのためしばしば両者は同列に扱われる。しかし、エントロピー増大則が成り立つのは「孤立系」、すなわち外界と熱的なやりとりがない系においてであり、エントロピー増大則をもって「時間の矢」問題がすべて理解されるということはない。
「時間の矢」ないしは「熱力学第二法則」に対して、多粒子系における衝突現象の結果として認識する還元主義的な立場をとることもできるが、微視的な理論からそれらを説明することは未だに成功していない。時間的に逆に進行するような変化も起こり得る、可逆性が厳密に成り立つような具体的な巨視的現象を挙げるのは難しいが、振り子の運動や惑星の公転をニュートン力学により質点の運動として表した力学系では可逆性が成り立つ。このことは、その系の時間発展を表す運動方程式が時間反転対称性を持ち、時間の進む向きを逆転しても方程式の形は変わらないためであると説明される。また量子力学や相対論、それに含まれる電磁気学も同様に時間反転対称性を持つ。系の時間発展を記述する方程式が、時間反転対称性を持つために、ある運動が方程式によって記述されるなら（解が存在するなら）、その逆向きの運動も存在する。この「可逆性」は「微視的可逆性原理」と呼ばれている。微視的可逆性原理からマクロ現象における不可逆性が説明できるか否かは、不可逆性問題または不可逆性逆理と呼ばれる、自然科学上の未解決問題である。
ルートヴィッヒ・ボルツマンは「分子的混沌」を仮定してH定理を証明した。H定理が成り立つならば、それを通じて微視的な力学からエントロピーを定義することができる。すなわち（微視的な意味での）エントロピー増大則から「時間の矢」の向きを決定できる。可逆な力学からこのような不可逆な理論が得られることは、ある種のパラドックスのように思われるが、それは「分子的混沌」やそれに相当する仮定による。
熱力学第二法則に基づく時間の矢の説明の変わり種として「記憶を含めた生命活動はエントロピーが増大する方向にしか働かず、故にエントロピー増大則が一般には成り立っていないとしても、知的生命体の認識する世界においては常にエントロピーが増大している。時間の矢があるようにみえるのはそのためだ」というものもある。実際コンピュータの記録（正確にいえば記録の消去）はエントロピーの上昇を伴うし、生命活動においてもエントロピーの増大を利用することで方向性を持たせている反応もある（モーター蛋白質など）。この説に従うなら、（われわれから見て）エントロピーが減少していく系も存在しうるが、その内で生じる生命は（われわれから見て）「逆回し」な生命活動を行うはずであり、当人たちにしてみればやはりエントロピーは「増大」していくことになる。
素粒子論においてはCPT変換による物理法則の不変性がひとつのテーマとなっている。これは荷電共役変換 C, 空間反転 P, 時間反転 T の積であり、時間反転対称性が関与している。
量子力学の観測問題におけるコペンハーゲン解釈では観測の瞬間に波動関数の収縮が起きると解釈するが、波動関数が収縮することはあっても、「復元」することはない。すなわち観測に伴う過程は不可逆なものであり、時間反転に対して非対称となる。
これらの矛盾などからジュリアン・バーバーは、宇宙には時間は存在しておらず、時間とはあくまで人類の感覚としての幻想だと主張している。
また、時間の測定は、時間そのものを測定する方法などは現在も存在せず、物体の状態の変化の速度を時間の経過と捉えて測定しているだけのものである。これは、時間そのものが現実として存在しないことを意味しているかもしれない。

## 時間の速さ
《人が感じる時間》の速さは、気分、年齢等により変化する、と言われている。例えば同じ曲を流しても、安静にしていたり寝ぼけている時は速く聴こえ、激しい運動・活動の後では遅く聴こえる事がある。こうした場合、感じている時間の速さに相対的な違いがあると言える。また、年齢を重ねれば重ねるほど、一日なり一年が過ぎるのが速くなってきている、という感覚はほとんどの人が感じることである（ジャネの法則）。年をとって自分の動作や思考の速さ・時間当たりの作業量が低下すると、相対的に時間が速く過ぎるように感じる。若い時に10分で歩けた道を歩くのに20分かかるようになったり、1日で片づけられた仕事に2日かかるようになったりすると、時間が2倍ほど速く過ぎるように感じることになる。また人は時間をそれまで生きてきた経験の量の比率のようなもので感じている、と言われることもある。これは、7歳の子供にとっての1年が人生の7分の1であるのに対して、70歳の老人にとっての1年が人生の70分の1であることからも説明ができる。心理的な時間は、さまざまな要因によって影響を受け伸縮する。その影響の度合いは大人に対し子供の方がずっと大きい。大人は心理的な時間の伸縮に左右される出来事があっても『短く感じられるが実はこのくらいだろう』と心理的時間を補正できるが、子供はできない。大人はこの「時計時間」に支配されるが子供は「出来事時間」に支配される。
人間の体温も時間の感覚に影響するという。体温が常温以下に下がると、時間が早く過ぎ、高熱を発すると、普段以上にゆっくりと過ぎるように感じられるという。
また生物の個体の生理学的反応速度が異なれば、主観的な時間の速さは異なると考えられる。例えば生物種間の時間感覚・体感時間の相違については本川達雄の『ゾウの時間、ネズミの時間』に詳しい。
現代の自然科学を習得しその枠内で思考している間は、人はつい「時間は常に一定の速さで過ぎるものでそれに合わせて様々な現象の進行速度や周期の長さが計れる」などと考えてしまう。だがその時、人はある周期的な現象、例えば天体の周期運動、振り子の揺れ、水晶子の振動、電磁波の振動などの繰り返しの回数を他の現象と比較しているだけであり（物理的な時間の定義）、何か絶対的な時間そのものの歩みを計っているかどうかは本当は定かではない。
このような “常に一定の速さで過ぎる時間” という概念は、ガリレオ・ガリレイによる「振り子の等時性の発見」とその後の「機械式時計」の発達以降の近代において優勢になってきたとも言われる。それ以前には、例えば不定時法などはよく使われていた。
また、場所により時間の流れる速さは異なる、ということは古代から言われている。例えば仏教の世界観では「下天の1日は人間界の50年に当たる」と言われている。またこのことは直接関係はないが、一般相対性理論から、重力ポテンシャルが異なる場所や移動速度が異なる場所では時間の流れる速さは異なることが知られている。現実に地球上の時間の進み方と人工衛星での時間の進み方は異なるため、GPSでは時刻の補正を行って位置を測定している。

## 時間の有限・無限
時間の長さ、ということは、世界観とも深くかかわっている。世界というのを、肉眼で感じないものも含めて意識するか、その世界と現世の関係をどうとらえるか、あるいは自分が肉眼で感じているものだけに世界を限定してしまうか、ということで時間という概念が根本的に変わってくるからである。

### 時間の長さ
古代宗教の節、ユダヤ教の節、古ゲルマンの節で解説したように、時間は円環して無限に続いている考え方が古来ある。一方で（#ユダヤ教・キリスト教で解説したように）キリスト教では直線的で有限だということになっている。

### 始まり
世界各地の神話では、世界（宇宙）には始まりがあったとされている。中国の神話には「天地開闢」の話があり、日本神話にも（日本なりの）天地開闢の話がある。『旧約聖書』の「創世記」にも神が世界を創造したと記されている（天地創造）。
物理学においては、1927年にベルギーのジョルジュ・ルメートルが「宇宙は primeval atom（原始的原子）の“爆発”から始まった」とする説（ビッグバン仮説）を発表した。

## 時間の構造

### 直線的な時間
ニュートン力学における時間は、無限の過去から無限の未来へ続く直線であり、これは数直線と同型である。また相対性理論においても一人の観測者が感じる時間、すなわちひとつの質点に固定された時計が計る時間（固有時）は、同様に数直線と同型である。これは、時間の原点が意味を持たないためである。

### 線分的な時間
時間が無限の過去から無限の未来へ続くのではなく、始まりと終わりのある有限なものという考えもある。たとえば、前述のアウグスティウス的な時間観においては、時間は神によって創造されたものであり、始まりを持つ。これは世界や宇宙の始まりと終わりを考えることと同じことになる。世界各地の神話における世界の始まりについては「天地創造」や「天地開闢 (日本神話)」「天地開闢 (中国神話)」に詳しい。また世界の終わりについては「終末論」に詳しい。「宇宙論」も参照のこと。

### 虚数時間
スティーヴン・ホーキングとジェームズ・ハートルは1983年に発表した無境界仮説において、複素数にまで拡張した時間を計算に使用した。ここから、宇宙の始まりでビッグバン以前の時間が虚数であれば時間的特異点が解消されるとも主張した。なお、相対性理論では時間軸として虚数表現 ict（i は虚数単位、c は光速、t は時刻）を使うことがありこれを虚時間とも言うが、これは無境界仮説での虚数時間とは別のものである。

### 時間の最小単位
古典物理学（量子論以前の物理学）における時間は連続体であり、実数で表せる。つまり時間はいくらでも細かく分割可能なものである。だが物質の最小単位として原子や素粒子があるように、時間にも最小単位があるのではないかとも考えられる。例えば映画フィルムのように一コマ以下の時間は存在しないという考えである。物理学（量子力学）ではこの最小時間間隔をプランク時間と呼ぶ。

### 分岐時間
時間が木のように枝分かれするという時間観。分岐後は複数の異なる歴史の世界が同時進行しているのだが、これらの同時進行する世界同士を互いに並行宇宙または並行世界（パラレルワールド）であると言う。
量子力学の観測問題の解決のためのひとつの仮説である多世界解釈も分岐時間の考えを使っている。

## 物語・SFなどでの時間

### 時間進行の操作
時間の進行を速くする、遅くする、停止するというアイディアは昔から見られる。例えば浦島太郎、リップ・ヴァン・ウィンクルのように特定の場所や状況で時間の進行が異なるという昔話がある。現在の科学の用語と絡めて語られる設定としては、"相対性理論を応用して亜光速の宇宙船に乗る"、"ブラックホール等の重力ポテンシャルの異なる場所を通る"などといったものがある。
時間そのものの進行を変える、とするものではないが、関連するテーマとして、主観的な時間が止まったり生理的な反応を遅くするという発想もある。現実の医療現場における全身麻酔状態の患者や昔話の眠れる森の美女などをそれと見なすことも可能である。SFの分野などでは、「人工冬眠」「コールドスリープ」「冷凍保存」できる、という設定が用いられることがある。

### タイムトラベル
時間の中を移動して、過去や未来へ行くというアイデア。こういったストーリーの初期のものとしてはH・G・ウェルズの小説『タイムマシン』（1895年）が有名である。

### 未来の予知
SFには、超能力者が未来のことをESP（超感覚的知覚）を用いてあらかじめ知る、すなわち予知する、という物語が数多く存在する。タイムトラベルとは異なり過去や未来に直接関与するのではないが、いわば情報のみをタイムトラベルさせるとも言える。情報のタイムトラベルにおいても、それを知った者の行動が変わることで未来を変える可能性があるため、タイムパラドックスを生むと考えられている。

### ループ
SF作品の中には、通常の時間の流れから切り離された部分的な円環時間の中に閉じこめられる、というアイディア（「ループもの」）が登場するものがある。

### バラバラな時間
一部のSF等に登場する、時間に因果律や連続性は存在せずバラバラな「瞬間」が並んでいるだけ、という考え。
因果律や連続性があるように感じるのは人間の錯覚ということになる。因果律が存在しない以上、たとえ「過去」を改変したとしても、以降の歴史には影響がでない。従ってタイムパラドックスも生じない。